# Кукута
Ку̀кута (на испански: Cúcuta) е град в Колумбия. Разположен е в северната част на страната, непосредствено до границата с Венецуела. Главен административен център на департамент Норте де Сантандер. Основан е на 17 юни 1733 г. Има жп гара и аерогара. Важен селскостопански център. Хранително-вкусова промишленост. Производство на кафе и тютюн. Кукута е шестият по големина град в Колумбия след столицата Богота, Меделин, Кали, Баранкиля и Картахена. Население 742 689 жители от преброяването през 2005 г.